# Aleksandrs Drēviņš
Aleksandrs Drēviņš (en letó: Aleksandrs Rūdolfs Drēviņš; en rus:Александр Давыдович Древин), (Cēsis, 3 de juliol de 1889 - Moscou, 26 de febrer de 1938) fou un pintor letó.

## Biografia
Drēviņš va assistir a l'Escola d'Art de la ciutat de Riga -desapareguda el 1916- quan es trobava en ella com a professor Vilhelms Purvitis. El 1914 es va traslladar al costat de la seva família a Moscou, on va ser alumne del pintor Kuzmà Petrov-Vodkin. Entre 1920 i 1921 va ser membre de l'Institut de cultura artística (Inkhuk), que deixaria més tard junt amb Vassili Kandinski, Ivan Kliun i Nadejda Udaltsova, a causa del manifest constructivista-productivista que sol·licitava el rebuig de la pintura de cavallet. Drevins es va convertir en professor de pintura a l'escola Vkhutemas. El 1922 va ser enviat a organitzar la primera exposició d'art rus a la Galeria Van Diemen a Berlín. Durant aquesta època junt amb la seva esposa Nadejda Udaltsova va començar viatjar per la Unió soviètica realitzant nombrosos paisatges dels Urals, Altai, Kazakhstan i Armènia.
Drēviņš va pintar sovint en una estètica primitivista i brutalista sense cap contingut de caràcter polític o sense cap propòsit especial. Les seves pintures s'han comparat amb les de Maurice de Vlaminck.
Va ser arrestat per l'organització NKVD el 17 de gener 1938 i executat el 26 de febrer del mateix any.

## Galeria

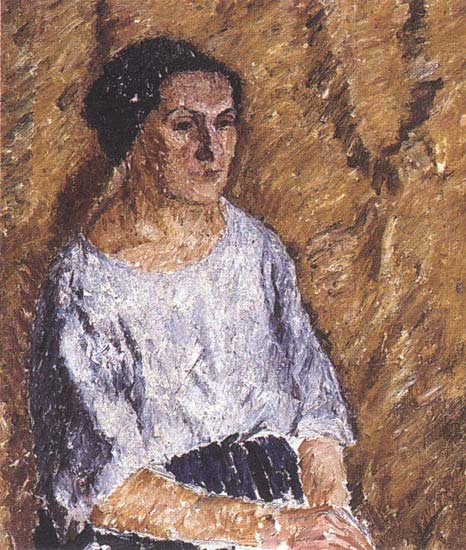
Nadejda Udaltsova (1923)
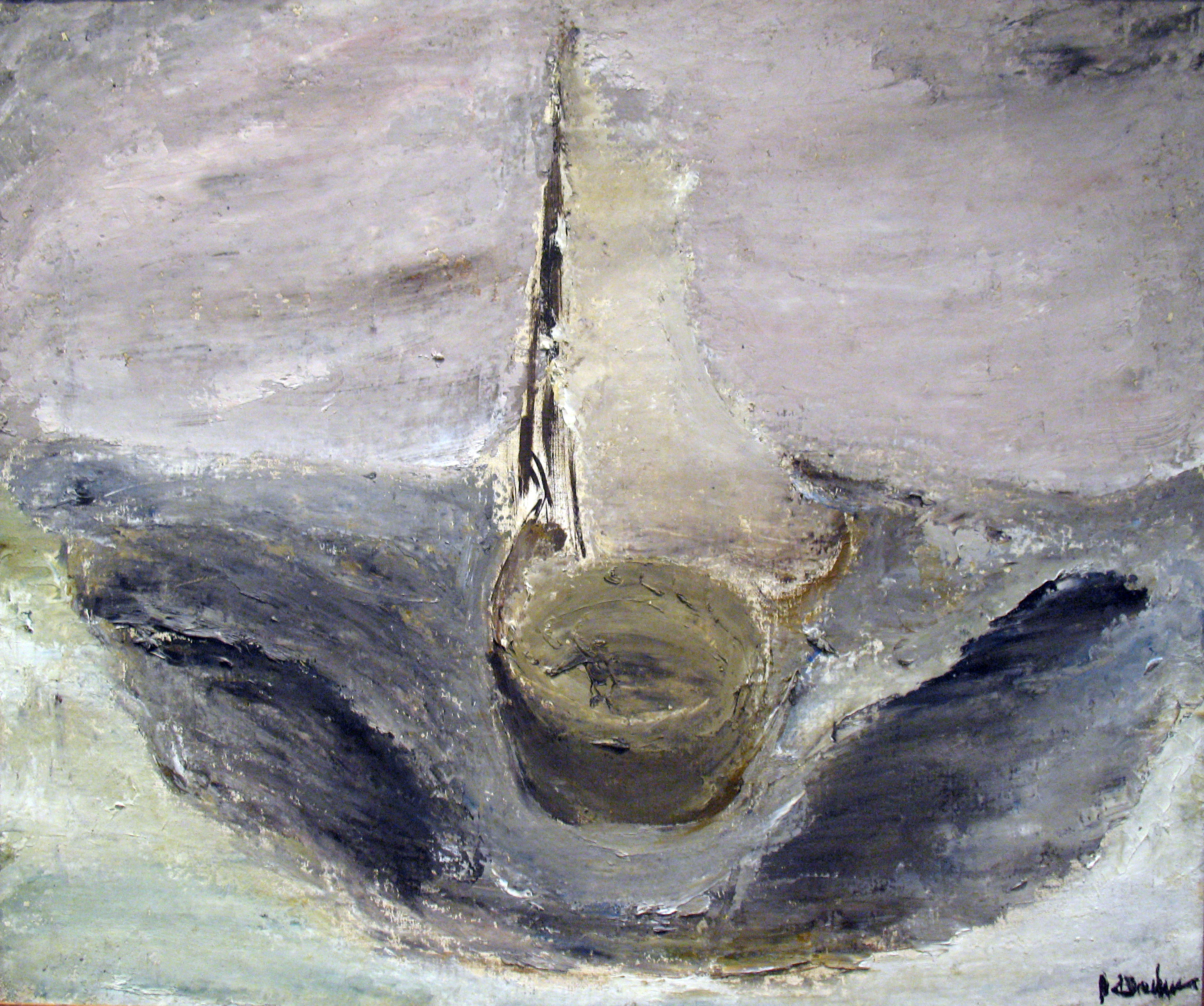
El vaixell (1931)
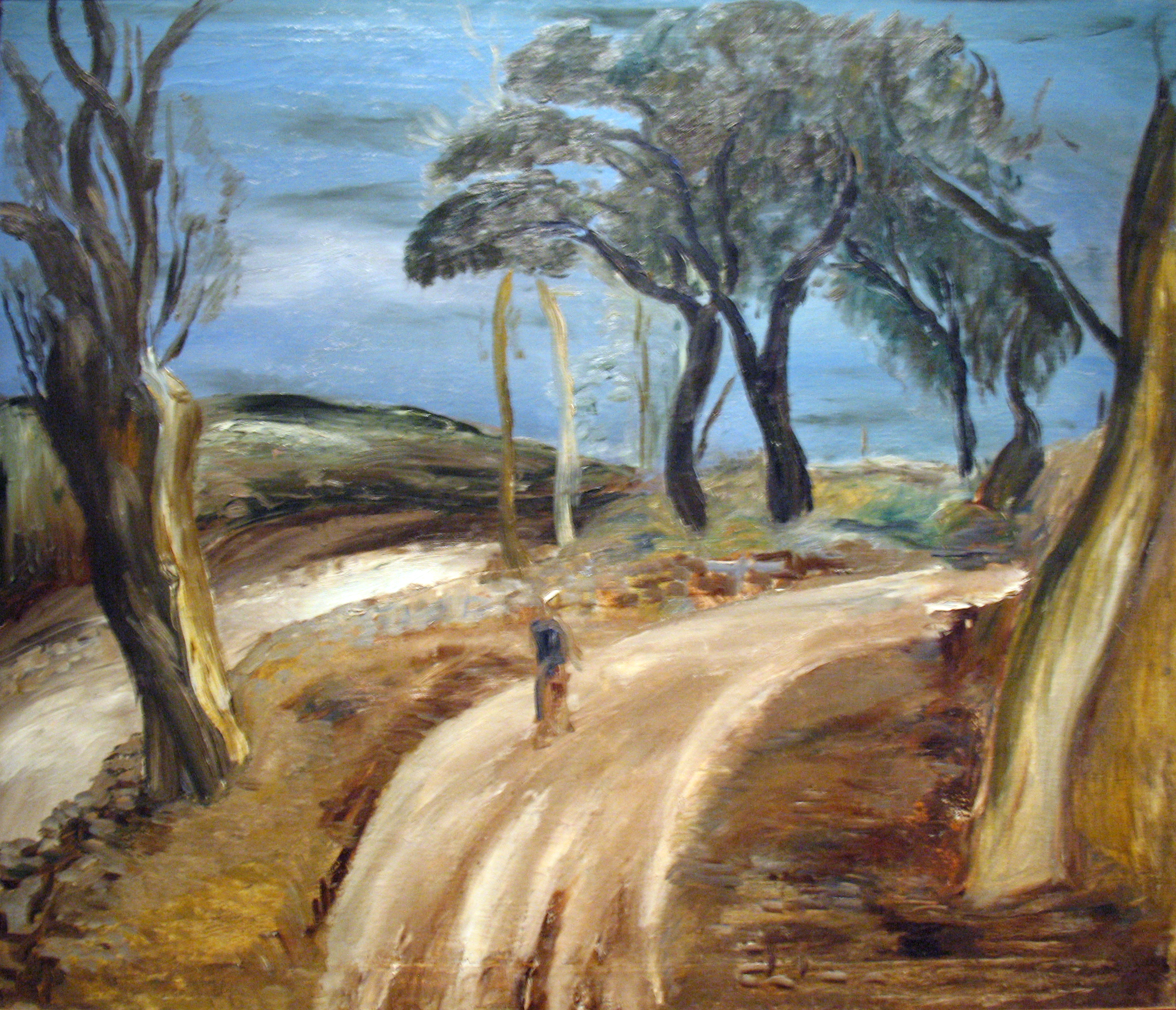
Paisatge d'Armènia (1933)